# Selecționata de fotbal a Galiciei
Selecționata de fotbal a Galiciei reprezintă provincia autonomă Galicia în fotbalul internațional. Nu este afiliată la FIFA sau UEFA, fiind reprezentată internațional de Echipa națională de fotbal a Spaniei. Joacă doar meciuri amicale.

## Lotul actual
| Nume          | Data nașterii (ani)           | Club               | Selecții (goluri) | Debut                        |
| Portari       | Portari                       | Portari            | Portari           | Portari                      |
| ------------- | ----------------------------- | ------------------ | ----------------- | ---------------------------- |
| Diego López   | 3 noiembrie 1981 (28 de ani)  | Villarreal CF      | 3 (0)             | v Uruguay, 27 decembrie 2005 |
| Roberto       | 25 ianuarie 1979 (31 de ani)  | CA Osasuna         |                   |                              |
| Fundași       |                               |                    |                   |                              |
| Rubén         | 29 ianuarie 1982 (28 de ani)  | Celta de Vigo      |                   | v Uruguay, 27 decembrie 2005 |
| Noguerol      | 9 iunie 1976 (32 de ani)      | Celta de Vigo      |                   |                              |
| Piscu         | 25 februarie 1987 (23 de ani) | Deportivo          |                   |                              |
| Capi          | 2 aprilie 1981 (29 de ani)    | Ciudad de Santiago |                   | v Uruguay, 27 decembrie 2005 |
| J. Aspas      | 28 februarie 1982 (28 de ani) | Piacenza           |                   |                              |
| R. Lago       | 30 august 1985 (24 de ani)    | Celta de Vigo      |                   |                              |
| Sito Castro   | 21 mai 1980 (30 de ani)       | UD Salamanca       |                   |                              |
| Mijlocași     |                               |                    |                   |                              |
| Álex B.       | 7 iunie 1985 (25 de ani)      | Xerez CD           |                   |                              |
| Cabanas       | 17 ianuarie 1979 (31 de ani)  | Grasshoppers       |                   | v Uruguay, 27 decembrie 2005 |
| Borja         | 14 ianuarie 1981 (29 de ani)  | Real Valladolid    |                   | v Uruguay, 27 decembrie 2005 |
| Julio Álvarez | 1 mai 1981 (29 de ani)        | UD Almería         |                   | v Uruguay, 27 decembrie 2005 |
| Pablo Álvarez | 14 mai 1980 (30 de ani)       | Deportivo          |                   | v Uruguay, 27 decembrie 2005 |
| Trashorras    | 28 februarie 1981 (29 de ani) | Celta de Vigo      |                   |                              |
| J. Vila       | 6 martie 1986 (24 de ani)     | Celta de Vigo      |                   |                              |
| Nano          | 20 aprilie 1982 (28 de ani)   | Racing Ferrol      |                   | v Uruguay, 27 decembrie 2005 |
| Atacanți      |                               |                    |                   |                              |
| Losada        | 25 octombrie 1976 (32 de ani) | CD Lugo            |                   | v Uruguay, 27 decembrie 2005 |
| Novo          | 26 martie 1979 (31 de ani)    | Sporting Gijon     | 2 (2)             | v Camerun, 27 decembrie 2007 |

### Amicale selectate
| 19 noiembrie 1922 | Galicia                               | 4 – 1 | Castille  |                                      |  |
|                   | Ramón Polo Pinilla (p) Ramón González |       | Monjardín | Stadion: Campo de Coia, Vigo, Spania |  |

| 7 ianuarie 1923 | Galicia            | 3 – 1 | Lisbon XI |                                              |  |
|                 | Ramón Polo Reigosa |       |           | Stadion: Campo de Coia Arbitru: Ventura Lago |  |

| 14 ianuarie 1923 | Andalusia | 1 – 4 | Galicia                             |                          |  |
|                  |           |       | Ramón González Ramón Polo Chiarroni | Stadion: Sevilla, Spania |  |

| 21 ianuarie 1923 | Galicia | 7 – 2 | Royal Navy XI |  |  |
|                  |         |       |               |  |  |

| 28 ianuarie 1923 | Pontevedra XI               | 4 – 1 | Galicia |                                        |  |
|                  | Correa Ramón Polo Chiarroni |       |         | Stadion: Campo de Bouzas, Vigo, Spania |  |

| 4 februarie 1923 | Pontevedra XI | 0 – 3 | Galicia |                                          |  |
|                  |               |       |         | Stadion: A Xunqueira, Pontevedra, Spania |  |

| 18 februarie 1923 | Galicia | 7 – 1 | Ferrol/A Coruña XI |                                      |  |
|                   |         |       |                    | Stadion: Campo de Coia, Vigo, Spania |  |

| 25 februarie 1923 | Galicia    | 1 – 3 | Asturia |  |  |
|                   | Ramón Polo |       |         |  |  |

| 27 mai 1923 | Lisbon XI                      | 2 – 1 | Galicia |  |  |
|             | João Francisco Jaime Gonçalves |       | Pinilla |  |  |

| 8 June 1930 | Central Spania XI | 1 – 4 | Galicia |                                    |  |
|             |                   |       |         | Stadion: Chamartín, Madrid, Spania |  |

| 25 decembrie 2005 | Galicia              | 3 – 2 | Uruguay                         | |  |
|                   | Nano 9' Deus 48' 79' |       | Maxi Pereira 83' Juan Albín 91' | Stadion: San Lázaro, Compostela, Spania Spectatori: 12,000 Arbitru: Bernardino González Vázquez (Galicia) |  |

| 28 decembrie 2006 | Galicia              | 1 – 1  | Ecuador         | |  |
|                   | Jonathan Pereira 68' | Report | Renán Calle 63' | Stadion: Riazor, A Coruña, Spania Spectatori: 20,000 Arbitru: Bernardino González Vázquez (Galicia) |  |

| 27 decembrie 2007 | Galicia           | 1 – 1 | Cameroon              |                                                                                                   |  |
|                   | Julio Álvarez 73' |       | Rigobert Song 90' (p) | Stadion: Balaídos, Vigo, Spania Spectatori: 28,000 Arbitru: Ignacio Iglesias Villanueva (Galicia) |  |

| 27 decembrie 2008 | Galicia                               | 3 – 2  | Iran                                           | |  |
| 20:45             | Nacho Novo 23' 59' Roberto Losada 66' | Report | Arash Borhani 32' Mohammad Reza Khalatbari 82' | Stadion: Riazor, A Coruña, Spania Spectatori: 12,000 Arbitru: Ignacio Iglesias Villanueva (Galicia) |  |

- 2010: Galicia - Palestina (6-3) Arhivat în 8 martie 2012, la Wayback Machine.